# 路易·勒让德
路易·勒让德（英語：Louis Legendre，法語發音：[lwi ləʒɑ̃dʁ]；1945年2月16日—），男，法国海洋科学家，索邦大学和拉瓦尔大学荣誉退休教授，加拿大皇家學會院士，欧洲科学院院士，中国科学院外籍院士。